# Marktstraße 14 (Wernigerode)

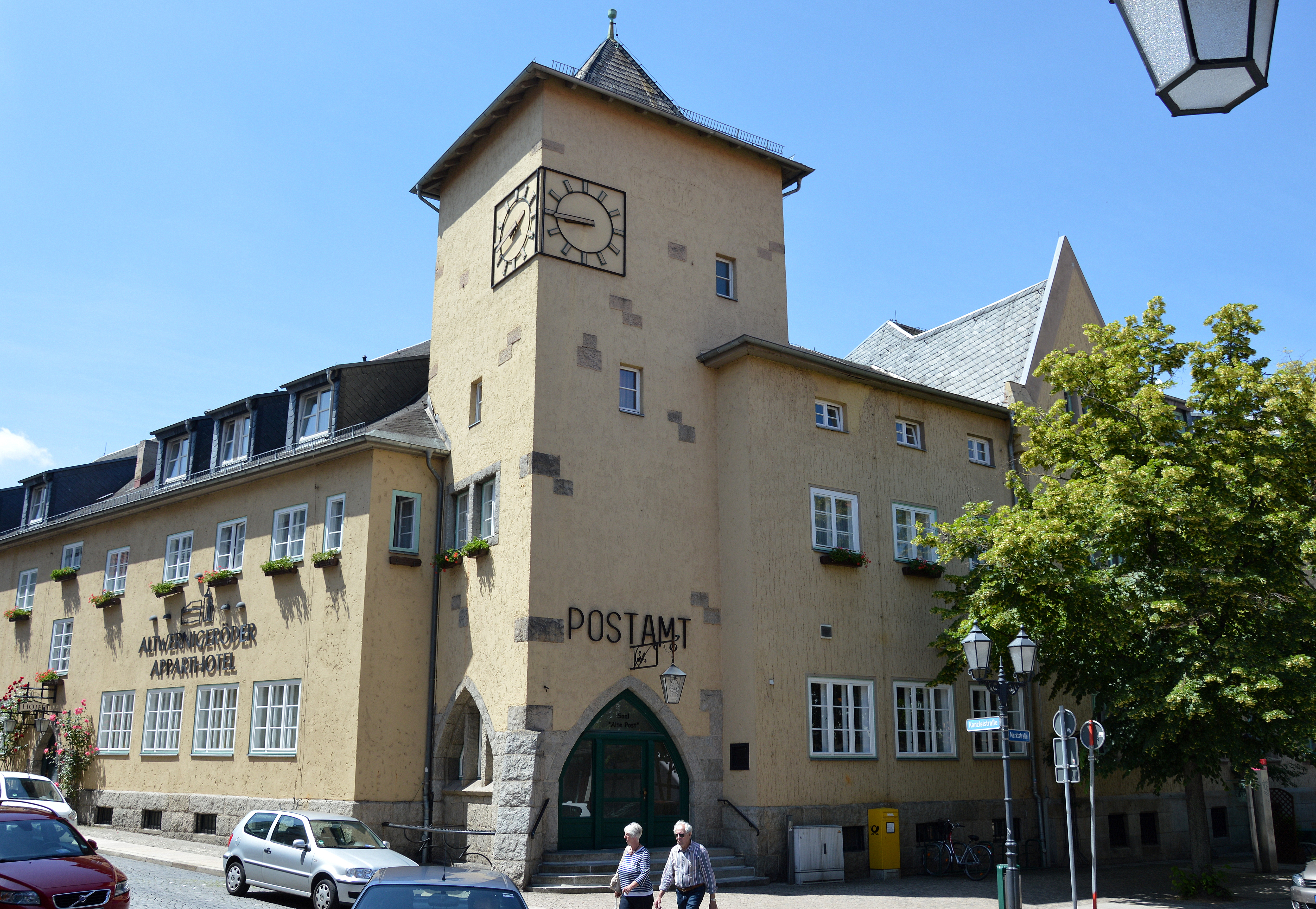
Blick auf die Ecke Marktstraße 14, Kanzleistraße in Wernigerode mit dem früheren Postamt

Das Haus Marktstraße 14 ist ein denkmalgeschütztes Gebäude in Wernigerode, Landkreis Harz, in Sachsen-Anhalt. Es handelt sich um das frühere Postamtsgebäude der Stadt Wernigerode, das heute als Hotel genutzt wird.

## Lage
Die Marktstraße 14 befindet sich im südlichen Teil der Wernigeröder Innenstadt, ca. 150 Meter entfernt vom Marktplatz an der Westseite der Marktstraße, Ecke Kanzleistraße.

## Architektur und Geschichte
Es handelt sich um einen Gebäudekomplex aus dem 19. Jahrhundert, der auf den Grundstücken mehrerer historischer Fachwerkgebäude entstanden ist, die sich dort zuvor befanden.
An dieser Stelle stand ursprünglich ein gräflich-stolbergisches Haus, das vom Grafen Wolf Ernst zu Stolberg der ersten Ehefrau des Hofpredigers Wehler zu Stolberg (Harz) überlassen wurde. Wehler verkaufte es 1640 an den Pastor Primerius zu St. Sylvestri unter Vorbehalt eines Vorkaufsrechts, dann scheint das Grundstück nach verschiedenen Besitzwechseln wieder in herrschaftlichen Besitz zurückgekehrt zu sein, denn am 28. Februar 1731 wird das Haus vom Grafen Christian Ernst zu Stolberg-Wernigerode unter Vorbehalt des Vorkaufsrechts an Wilhelm Haberstroh verkauft. Nach weiteren Besitzwechseln gelangte es dann an den Ökonom Theodor Zeisberg, und nach dessen Tode wurde es vom Vormund seiner minderjährigen Tochter an den Strohhutfabrikanten Hahne verkauft. 1925 erfolgte der Verkauf des Privatgrundstückes an das Deutsche Reich (Deutsche Reichspost).
1888 wurde das Fachwerkhaus abgerissen und bis 1890 baute der Bauunternehmer August Niewerth ein neues Backsteingebäude, das er an die Reichspost vermietete. 1929 erfolgte die Erweiterung durch den Anbau eines Gebäudeteils bis zur Kanzleistraße, der über den markanten Turm verfügt.
Beim Bombenangriff am 22. Februar 1944 auf Wernigerode wurde insbesondere der Turm und die Straßenfront des Gebäudes erheblich beschädigt. Ein britischer Bombenverband griff damals die Städte Halle (Saale) und Magdeburg an. Auf dem Rückflug wurden die restlichen Sprengbomben auf Wernigerode abgeworfen. Dieser Angriff kostete nach zeitgenössischer Statistik 166 Menschen das Leben. 112 Häuser waren total zerstört worden.
Bis 1996 nutzte die Post den gesamten Gebäudekomplex als Hauptpost. Nach Privatisierung des Gebäudes wurden große Teile zum Hotel und Restaurant umgebaut, nur die Schalterhalle wurde noch von der Post genutzt. Im Jahr 2008 gab die Post den Standort auf und zog in die Filiale Burgstraße 19.
Im örtlichen Denkmalverzeichnis ist das Haus als Baudenkmal unter der Erfassungsnummer 094 02497 verzeichnet.